# Lingling-o

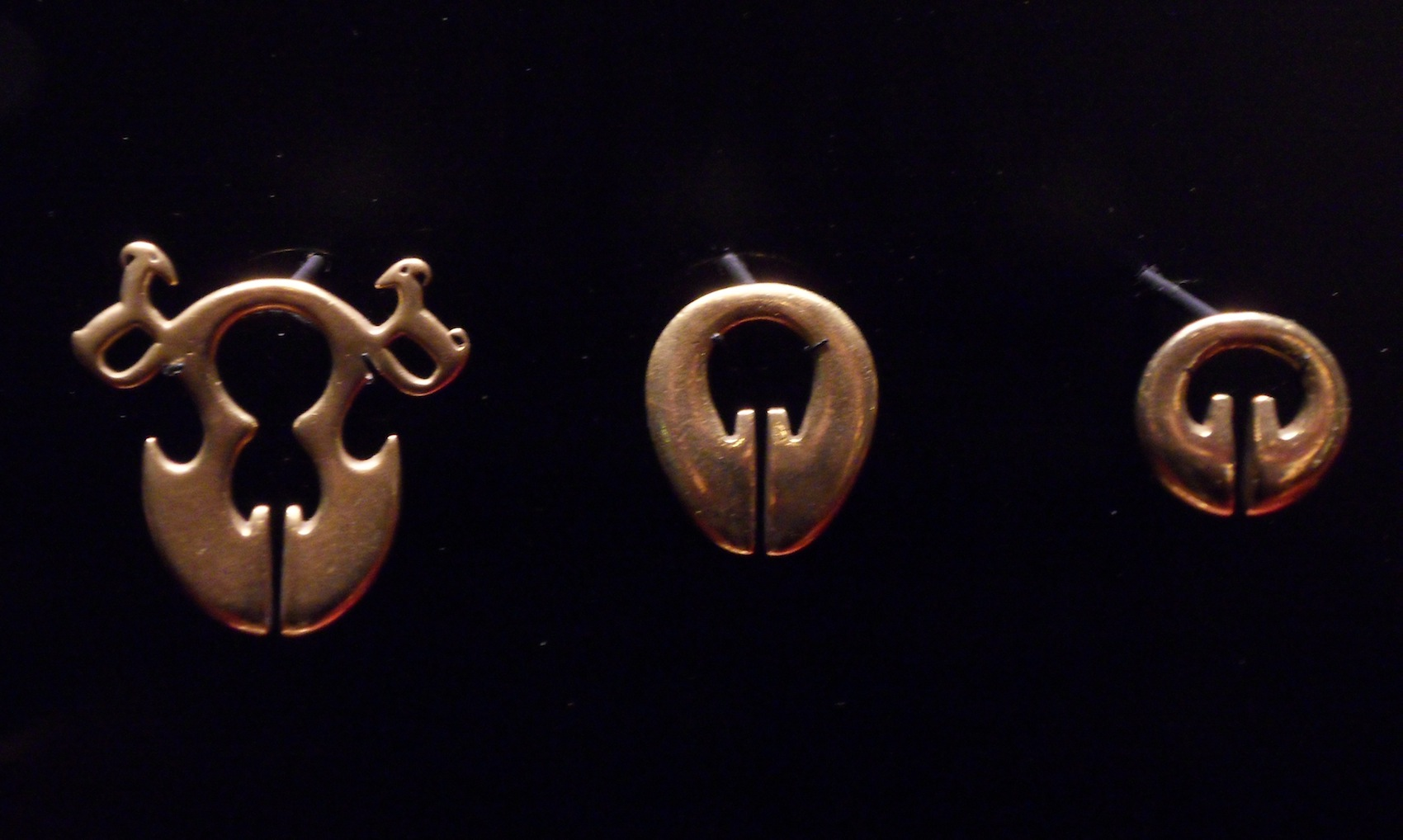
Tres diseños de Lingling-o de las Filipinas, ahora en el Musée du quai Branly en París, Francia.

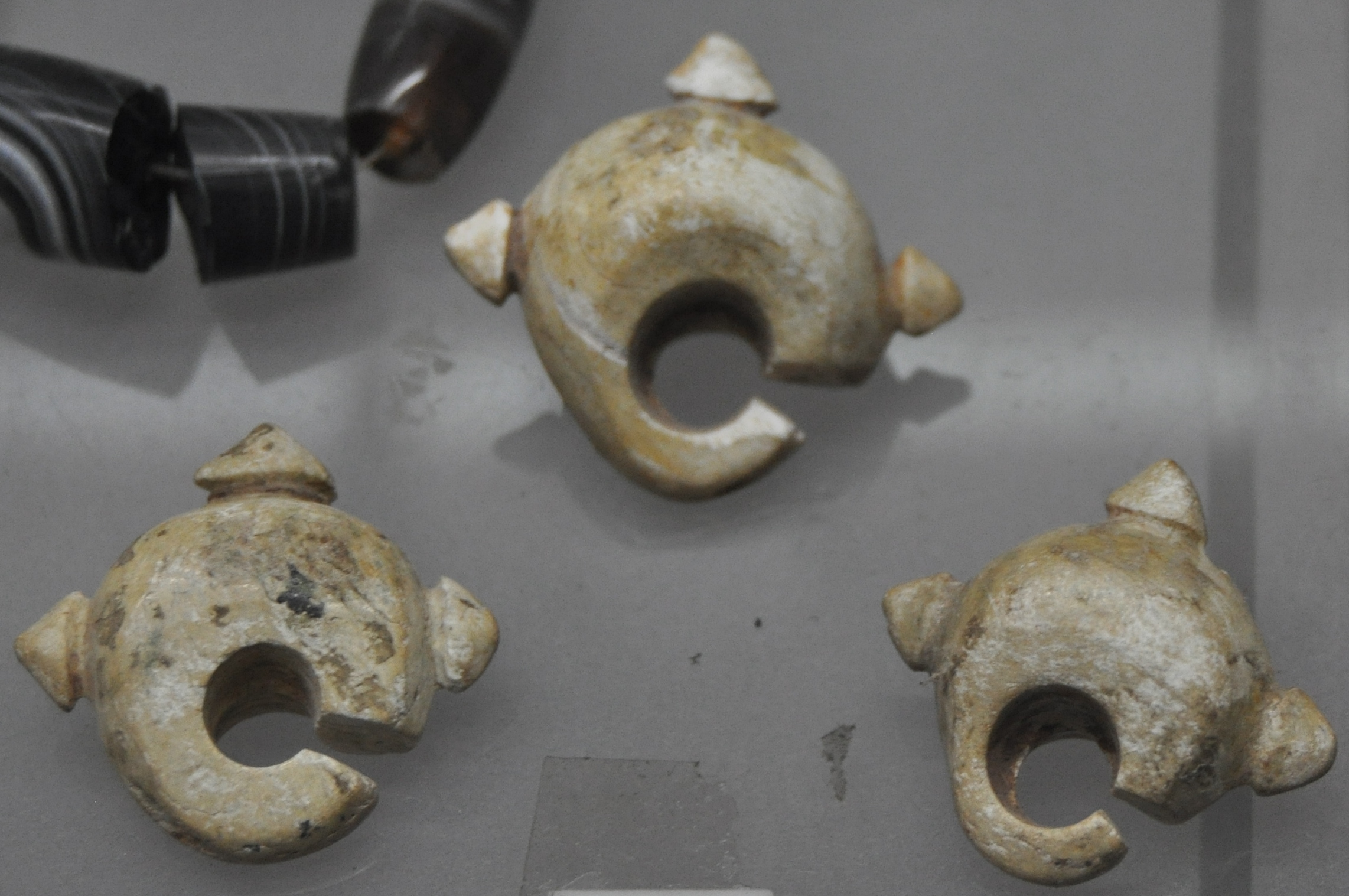
Lingling-o de jade de Vietnam

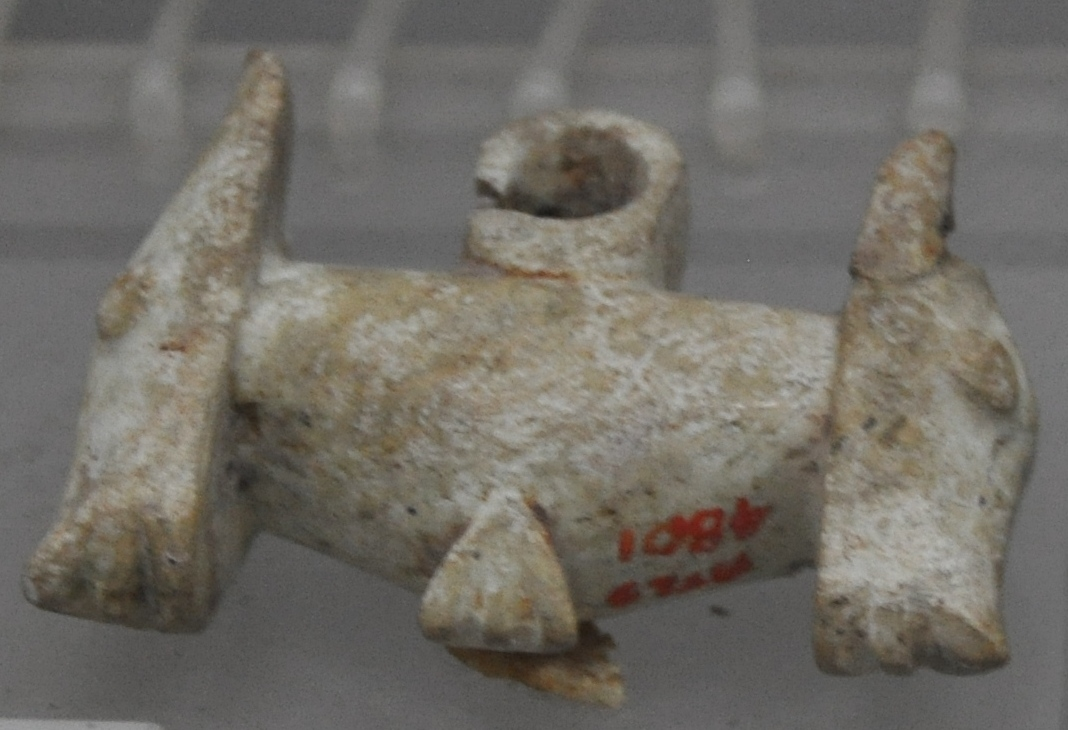
Lingling-o de jade de Vietnam con el motivo de un animal bicéfalo.

El Lingling-o o ling-ling-o, es un amuleto o colgante con forma penannular (de Ω o como de fíbula) asociado a varios pueblos austronésicos del periodo comprendido entre el Neolítico tardío a la Edad de Hierro tardía. La mayoría de lingling-o que se conservan proceden de Filipinas y están hechas de jade. Aunque en menor medida, también se han hallado en la cultura Sa Huỳnh  de Vietnam, a pesar de que la mayoría del jade procedía de la isla de Taiwán.
Los hallazgos más antiguos que han sobrevivido datan del 500 a. C. y están hechos de jade de nefrita. Hay ejemplos más tardíos también están hechos en otros materiales: conchas, oro, cobre, y madera; la clase de material sugiere la clase social de su portador.  El término fue popularizado por H. Otley Beyer, quién lo adaptó del nombre que le daban en el sur de Ifugao.  Desde entonces ha sido usado genéricamente para los ornamentos austronésicos de la Edad de Metal que se han encontrado en las Filipinas, Taiwán, y Vietnam.

## Taller en Batanes
Los primeros historiadores postularon que los lingling-o más antiguos (los encontrados en las Filipinas) no fueron creados en el archipiélago, sino en el exterior. Sin embargo, en una expedición a la provincia norteña de Batanes, dirigida por el arqueólogo Peter Bellwood en el 2000, se descubrió un antiguo taller de lingling-o, completo con sus herramientas de construcción y fragmentos. El hallazgo proporcionó evidencias de que los indígenas filipinos fabricaban los ling-ling-o desde hace aproximadamente 2.500 años. La producción de lingling-o cesó alrededor del año 1000 d. C.